# Jordy Delem
Jordy José Delem (Fort-de-France, 18 marzo 1993) è un ex calciatore francese, di ruolo centrocampista.

## Carriera

### Club
Inizia a giocare in patria nel Club Franciscain  con il quale dal 2011 al 2014 si aggiudica il Championnat de Division d'Honneur per due anni consecutivi, nel 2013 e nel 2014.
Per la stagione 2015-2016 si trasferisce in Francia per giocare nell'Arles-Avignon. Nel corso della stagione raccoglie solamente 3 presenze.
Nel 2016 dopo una breve ritorno nel Club Franciscain viene ingaggiato dai Sounders 2, seconda squadra dei Seattle Sounders, militanti nel campionato di USL.
Nel 2017 viene promosso in prima squadra. Esordisce in MLS il 1 aprile 2017 nel match, conclusosi sullo 0-0, contro Atlanta United e conclude la stagione con 17 presenze complessive; l'anno successivo trova il primo goal della sua esperienza americana nella vittoria per 3-1 contro Minnesota.

### Nazionale
Esordisce in Nazionale il 2 maggio 2012, a 19 anni, realizzando un gol nell'amichevole pareggiata per 2-2 contro la Guyana.
Prende parte alla Gold Cup 2013 negli Stati Uniti, giocando da titolare la terza partita del girone, persa 1-3 contro il Messico.

## Statistiche

### Presenze nei club
Statistiche aggiornate al 14 maggio 2021.
| Stagione        | Squadra          | Campionato      | Campionato | Campionato | Coppe nazionali | Coppe nazionali | Coppe nazionali | Coppe continentali | Coppe continentali | Coppe continentali | Altre coppe | Altre coppe | Altre coppe | Totale | Totale | Totale |
| Stagione        | Squadra          | Comp            | Pres       | Reti       | Comp            | Pres            | Reti            | Comp               | Pres               | Reti               | Comp        | Pres        | Reti        | Pres   | Reti   |        |
| --------------- | ---------------- | --------------- | ---------- | ---------- | --------------- | --------------- | --------------- | ------------------ | ------------------ | ------------------ | ----------- | ----------- | ----------- | ------ | ------ | ------ |
| 2016            | Sounders FC 2    | USL             | 19         | 0          | -               | -               | -               | -                  | -                  | -                  | -           | -           | -           | 19     | 0      |        |
| 2017            | Sounders FC 2    | USL             | 5          | 0          | -               | -               | -               | -                  | -                  | -                  | -           | -           | -           | 5      | 0      |        |
| 2018            | Sounders FC 2    | USL             | 4          | 0          | -               | -               | -               | -                  | -                  | -                  | -           | -           | -           | 4      | 0      |        |
| 2019            | Sounders FC 2    | USL             | 2          | 0          | -               | -               | -               | -                  | -                  | -                  | -           | -           | -           | 2      | 0      |        |
| 2017            | Seattle Sounders | MLS             | 14+2       | 0          | USOC            | 1               | 0               | -                  | -                  | -                  | -           | -           | -           | 17     | 0      |        |
| 2018            | Seattle Sounders | MLS             | 16         | 1          | USOC            | 1               | 0               | CCL                | 1                  | 0                  | -           | -           | -           | 18     | 1      |        |
| 2019            | Seattle Sounders | MLS             | 23+4       | 0          | USOC            | 0               | 0               | -                  | -                  | -                  | -           | -           | -           | 27     | 0      |        |
| 2020            | Seattle Sounders | MLS             | 17+1       | 0          | USOC            | 0               | 0               | CCL                | 2                  | 0                  | -           | -           | -           | 20     | 0      |        |
| 2021            | Seattle Sounders | MLS             | 4          | 0          | -               | -               | -               | -                  | -                  | -                  | -           | -           | -           | 4      | 0      |        |
| Totale carriera | Totale carriera  | Totale carriera | 104+7      | 1          | -               | 2+0             | 0               | -                  | 3                  | 0                  | -           | -           | -           | 116    | 1      |        |

## Palmarès

### Club

#### Competizioni nazionali
- Championnat de Division d'Honneur: 2

Club Franciscain: 2012-2013, 2013-2014
- Campionato MLS: 1

Seattle Sounders: 2019